# Килкок (станция)
Килкок — железнодорожная станция, открытая в 1998 году и обеспечивающая транспортной связью одноимённый посёлок в графстве Килдэр, Республика Ирландия. Станция расположена у моста Шо-Бридж (англ. Shaw Bridge).

## История
Это третья по счёту открытая станция в посёлке, две другие были закрыты. Первая, располагавшаяся восточнее действующей, была открыта 28 июня 1847 года и закрыта 1 июля 1848 года по причине высокого значения градиента, из-за чего локомотивы с трудом начинали движение. Вторая станция располагалась в западной части посёлка у пересечения старой дороги N4 с железнодорожной линией и каналом, и действовала между 1850 и 1963 годами.